# Christian Kanzian
Christian Kanzian (* 17. November 1963 in Wiener Neustadt) ist ein österreichischer römisch-katholischer Philosoph.

## Leben
Studium der Philosophie in München und Innsbruck. Seit 1990 ist er Assistent am Institut für Philosophie, Theologische Fakultät Innsbruck. Seit 1999 ist er stv. Vorsitzender der Philosophischen Studienkommission. 2000–2006 war er Geschäftsführer der Österreichischen Ludwig Wittgenstein Gesellschaft (ÖLWG). Seit 2001 lehrt er als außerordentlicher Universitätsprofessor am Institut für Philosophie, Theologische Fakultät Innsbruck. Von 2004 bis 2010 war er Studienbeauftragter für die philosophischen Studien an der Kath.-Theol. Fakultät, Mitglied der Curriculum Kommission. Er war von 2006 bis 2015 Präsident der Österreichischen Ludwig Wittgenstein Gesellschaft (ÖLWG). Seit 2017 leitet er das Institut für Christliche Philosophie.
Seine Arbeitsschwerpunkte sind analytische Philosophie, Geschichte der Philosophie und Ontologie.

## Werke (Auswahl)
- Originalität und Krise. Zur systematischen Rekonstruktion der Frühschriften Kants. Europäische Hochschulschriften, Peter Lang, u. a. Frankfurt/Main 1994. ISBN 978-3-631-46501-1
- mit E. Runggaldier: Grundprobleme der Analytischen Ontologie.  UTB - Reihe 2059. Schöningh, Paderborn u. a. 1998. ISBN 978-3-8252-2059-4
- mit E. Runggaldier: Problemi fondamentali dell´ ontologia analitica. a cura di Sergio Galvan. V&P Università, Milano 2002. (Übersetzung ins Italienische von Grundprobleme der Analytischen Ontologie). ISBN 978-88-343-0780-9
- Ereignisse und andere Partikularien. Schöningh, Paderborn 2001. ISBN 978-3-506-74260-5
- Ding – Substanz – Person. Eine Alltagsontologie. Ontos, Heusenstamm 2009. ISBN 978-3-11-032953-7
- Wie Dinge sind. Noch eine Alltagsontologie. Philosophical Analysis 66. De Gruyter, Berlin 2016. ISBN 978-1-5015-1055-7